# Deronectes brannanii
Deronectes brannanii is een keversoort uit de familie waterroofkevers (Dytiscidae). De wetenschappelijke naam van de soort is voor het eerst geldig gepubliceerd in 1869 door Schaufuss.